# Nigel Levine

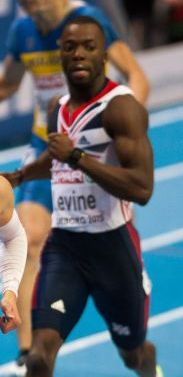
Nigel Levine (2013)

Nigel Levine (* 30. April 1989 in San Fernando, Trinidad und Tobago) ist ein britischer Sprinter, der sich auf den 400-Meter-Lauf spezialisiert hat.
Sein größter Einzelerfolg bislang ist die Silbermedaille bei den U23-Europameisterschaften 2009.
Als Teil der britischen Staffeln gewann er bei den Halleneuropameisterschaften 2009 in Turin Silber und bei den Hallenweltmeisterschaften 2010 in Doha Bronze in der 4-mal-400-Meter-Staffel.
Bei den Leichtathletik-Halleneuropameisterschaften 2013 im schwedischen Göteborg gewann er die Silbermedaille und mit der Staffel die Goldmedaille.
Nigel Levine wird von Simon Duberley trainiert und startet für den Windsor, Slough, Eton & Hounslow Athletic Club.

## Doping
In einer Probe vom 24. November 2017 war bei Levine das verbotene Mittel Clenbuterol gefunden worden, woraufhin er zunächst suspendiert und Ende 2018 von der britischen Antidopingagentur UKAD für vier Jahre (vom 13. Dezember 2017 bis zum 12. Dezember 2021) gesperrt wurde.

## Persönliche Bestzeiten
- 400 m: 45,78 s, 17. Juli 2009, Kaunas
  - Halle: 47,06 s, 21. Februar 2009, Birmingham